# Sixte de Bourbon-Parme
Pour les autres membres de la famille, voir Maison de Bourbon-Parme.

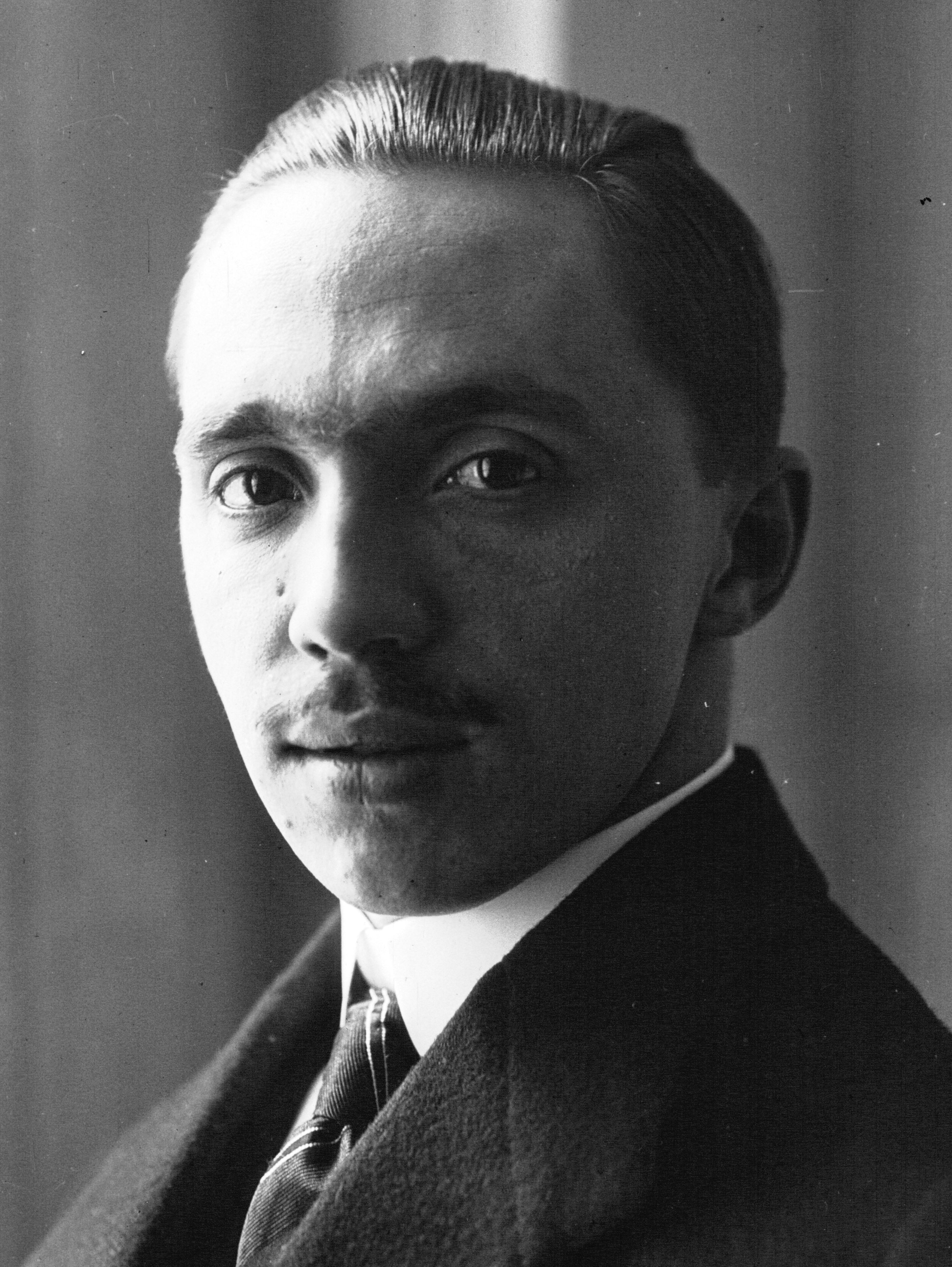
Sixte de Bourbon-Parme en 1914.

Sixte de Bourbon-Parme (de son nom complet : « Sixte Ferdinand Marie Ignace Pierre Alfonse Robert Michel François Charles Louis Xavier Joseph Antoine Pie Thadée Jean Sébastien Paul Blaise Stanislas Benoit Bernard Marc de Bourbon »), né le 1er août 1886 au château de Wartegg, à Rorschach, dans le canton de Saint-Gall en Suisse, et mort le 14 mars 1934 à Paris, qui portait le titre de courtoisie de prince de Parme, est un membre de la maison de Bourbon, descendant de la famille des ducs de Parme, et donc de Philippe V, roi d'Espagne, et de Louis XIV, roi de France. Officier dans l'armée belge pendant la Première Guerre mondiale, il fut la figure centrale de l'Affaire Sixte.

## Biographie
Fils de Robert Ier de Parme et d'Antónia de Bragance, Sixte de Bourbon-Parme naît dans le château familial de Wartegg, en Suisse. Il fait partie d'une très nombreuse famille. En effet, de ses deux mariages, le duc Robert a eu 24 enfants nés entre 1870 et 1904.
En 1893, sa demi-sœur Marie-Louise épouse Ferdinand Ier de Bulgarie. Elle mourra prématurément en 1899.
En 1907, le duc Robert s'éteint laissant la responsabilité de la Maison de Bourbon-Parme au prince Élie, le plus jeune des fils issus de son premier mariage, les aînés étant atteints d'un handicap mental. En 1910, l'ensemble de la fratrie s'accorde pour laisser à Élie la moitié des biens paternels notamment le château de Chambord.
En 1911, sa sœur Zita épouse le futur empereur d'Autriche et roi de Hongrie Charles Ier.
Après des études secondaires au collège Stella Matutina, Sixte de Bourbon-Parme fait des études de droit et soutient sa thèse de droit à Paris le 26 mai 1914.
Lorsque la guerre éclate, après avoir songé comme ses frères Élie, Félix et René à s'engager dans l'armée autrichienne, il désire s'engager dans l'armée française mais celle-ci récuse tout membre de ses anciennes dynasties (depuis la loi du 22 juin 1886 relative aux membres des familles ayant régné en France). Il s'engage alors avec son frère François-Xavier dans l'armée belge, la reine Elisabeth de Belgique, épouse du roi des Belges Albert Ier, étant une de leurs cousines utérines. En 1917, l'empereur Charles Ier d'Autriche, son beau-frère, à peine monté sur le trône, tente de négocier secrètement la paix avec la France sans en avertir officiellement son allié allemand. Par l'entremise de sa mère qui réside en Suisse, Sixte de Bourbon-Parme en est l'intermédiaire avec le soutien du roi des Belges Albert Ier et du gouvernement belge de Charles de Broqueville.
Cependant au cours d'un discours, prononcé devant la municipalité de Vienne, le comte Ottokar Czernin, ministre des Affaires étrangères austro-hongrois, annonce que la France, par la voix de Clemenceau, a pris l'initiative des pourparlers de paix. Clemenceau dément ouvertement et lorsque la nouvelle se répand dans les journaux en avril 1918, Charles Ier ne peut que nier son implication, c'est ce que l'on a appelé « l'Affaire Sixte » et qui est en fait l'affaire Czernin-Clemenceau. Il semblerait que le comte Czernin ait volontairement saboté les tentatives de paix de l'empereur Charles.

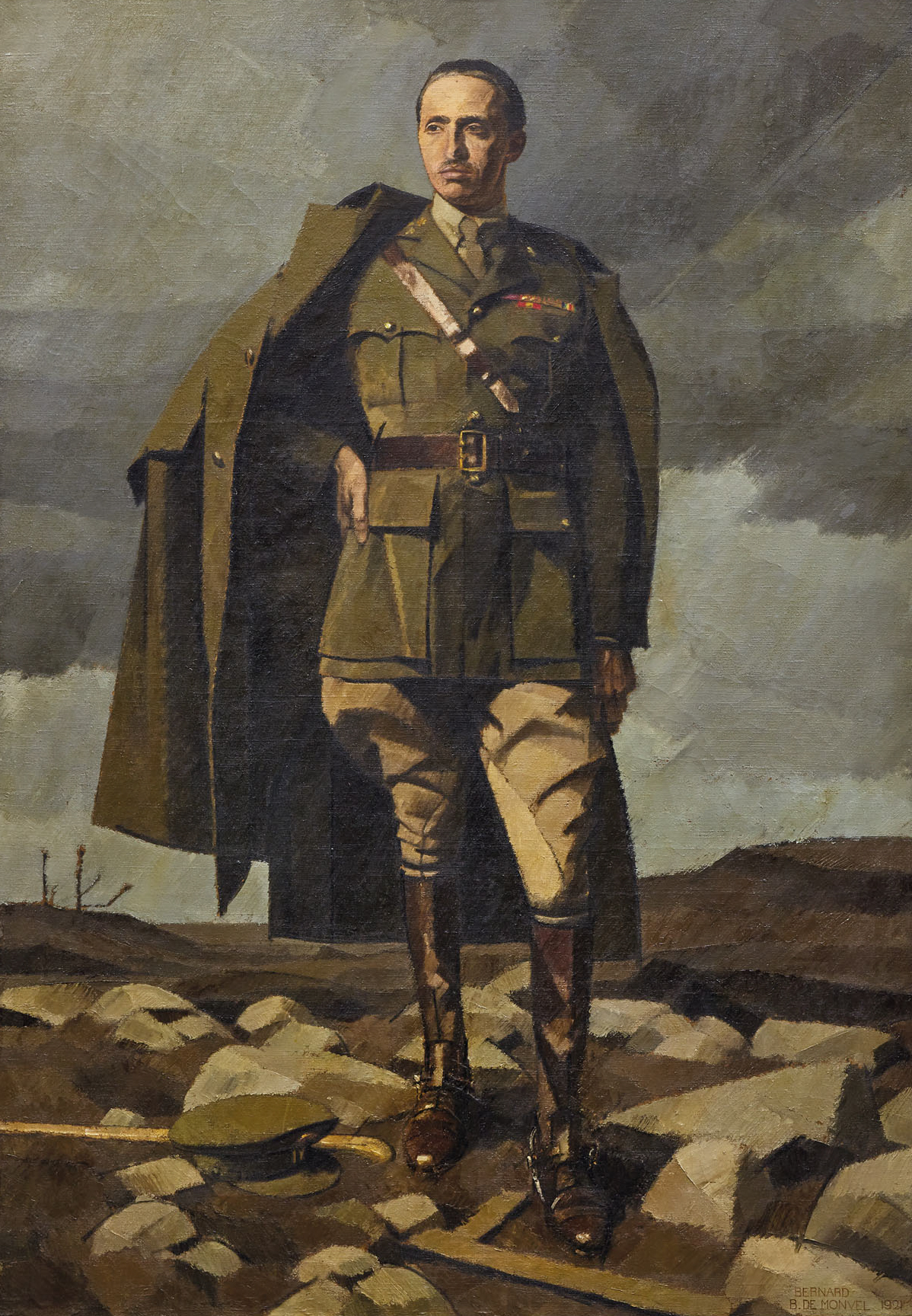
Bernard Boutet de Monvel, S.A.R. le prince Sixte de Bourbon-Parme (1921).

Fait prisonnier sur le front italien, Sixte de Bourbon-Parme est libéré en 1919. Le 12 novembre 1919, il épouse à Paris VIIe, Hedwige Françoise Louise Marie de la Rochefoucauld (15 février 1896, Paris VIIe - 7 mai 1986, Paris VIIe), fille d'Armand François Jules Marie de La Rochefoucauld, duc de Doudeauville et de Louise Adèle Françoise Marie Constance Barbe Marcelline, princesse Radziwill. Le couple a un enfant :
- Isabelle Marie Antoinette Louise de Bourbon de Parme (14 mars 1922, Paris VIIe - 26 février 2015, Paris XIVe)[5] : épouse le 22 juin 1943, Paris XVIe (divorcée en 1966) avec Roger Alexandre Lucien François de La Rochefoucauld (8 octobre 1915 - 13 avril 1970), dont :
  - Eudes Sixte François de La Rochefoucauld (22 juillet 1944, Paris - 9 avril 1945, Paris VIIIe),
  - Sixte de La Rochefoucauld,
  - Hugues de La Rochefoucauld,
  - Charles de La Rochefoucauld,
  - Robert de La Rochefoucauld.

En 1925, Sixte et François-Xavier, forts de leur participation à la guerre dans les rangs des vainqueurs, attaquent leur frère Élie devant la justice française afin d'obtenir une plus grande part de l'héritage de leur père. Ils seront finalement déboutés en 1928 mais le château de Chambord, mis sous séquestre, restera à l'État français.
À sa mort, Sixte de Bourbon-Parme est enterré dans la chapelle neuve de l'église de Souvigny le 19 mars 1934, dans le caveau situé sous le gisant du duc Charles Ier de Bourbon.